# Polymère ionique
Un polymère ionique (ou ionopolymère) est un polymère qui porte des groupes ioniques ou ionisables.

## Classificationdes polymères ioniques

### Selon le type de charge
- polymères anioniques : polymères chargés négativement ;
- polymères cationiques : polymères chargés positivement ;
- polymères amphotères : contenant des charges positives et des charges négatives.

### Selon le nombre de sites ioniques et de la continuité des régions d'interactions ioniques
- les polyélectrolytes : grand nombre de sites ioniques et continuité des régions d’interactions ioniques. La classification des polyélectrolytes est établie en fonction de la nature des charges portées par le polymère :
  - charges positives : polycations ;
  - charges négatives : polyanions ;
  - charges positives et négatives : polyampholytes.

- les ionomères : petit nombre mais significative de sites ioniques et discontinuité des régions d’interactions ioniques. La classification des ionomères est établie en fonction de la nature des charges portées par le polymère :
  - charges positives : cationomères ;
  - charges négatives : anionomères ;
  - charges positives et négatives : zwitterionomères.

- les halatopolymères ou polymères halato-téléchéliques : oligomères ou polymères linéaires ayant des groupes ioniques ou ionisables à chacune des deux extrémités de leur chaîne. Ces groupes sont généralement des carboxylates ou des ammoniums quaternaires.

- les ions polymères : un seul site ionique par polymère. Ces polymères sont utilisés, entre autres, comme tensioactif ioniques.

### Selon la dépendance de leurs sites ioniques aupH
- polymères ioniques dépendants du pH : les sites ioniques sont partiellement dissociés selon le pH :
  - charges positives : poly(hydrochlorure d'allylamine), poly(N-vinylimidazole)...,
  - charges négatives : poly(acide acrylique) ;
- polymères ioniques permanents : les sites ioniques sont complètement dissociés quel que soit le pH :
  - charges positives : poly(vinylimidazole quaternisé)...,
  - charges négatives : poly(styrène sulfonate) de sodium...

### Selon leur origine
Les polymères ioniques peuvent être synthétiques, naturels (acide nucléiques, protéines, quelques polypeptides et quelques polysaccharides) ou artificiels. Quelques exemples de polyélectrolytes appartenant à ces deux dernières familles sont listés ci-dessous : 
- charges positives : polylysine, chitosane ;
- charges négatives : polyglutamate, alginate, pectine, acide hyaluronique ;
- charges positives et négatives : polyadenine ADN...

### Selon leur composition
- polymères organiques ;
- polymères inorganique : quelques polymères contenant des fonctions phosphates, silicates, etc.

Certains polymères sont élastiques : on les qualifie alors d'élastomères ioniques ou d'ionoélastomères.

### Selon la position des charges
Les sites ioniques peuvent être incorporés dans la chaîne polymère (ionènes) ou beaucoup plus fréquemment dans un groupe pendant de cette dernière. 

## Classification des sites ioniques
La classification des sites ioniques des polymères est établie en fonction de la nature de leurs charges :
- les anions sont obtenus par déprotonation de fonctions oxacide :
  - oxygène : carboxylate,
  - phosphore : phosphonate,
  - soufre : sulfonate ;
- les cations sont généralement des sels d’onium obtenus par alkylation d’hétéroatomes :
  - azote : ammonium quaternaire,
  - phosphore : phosphonium,
  - soufre : sulfonium.

## Classification des contre-ions
La classification des contre-ions est établie en fonction de la nature de leurs charges et selon le nombre d'atomes qui les composent :
- cations :
  - monoatomiques : métalliques : métaux alcalins, métaux alcalino-terreux, métaux de transition,
  - polyatomiques : ammonium, pyridinium ;
- anions :
  - monoatomiques : halogénures : chlorure, bromure, iodure,
  - polyatomiques : tosylates, triflates, méthylsulfate.

## Fabrication des polymères ioniques
Les polymères ioniques peuvent être fabriqués comme les autres polymères par polymérisation ou par modification chimique de polymères préexistants.

## Utilisations
En 2020, l'équivalent organique d'une jonction p-n est réalisé à l'aide de deux ionoélastomères (l'un polycationique et l'autre polyanionique) au lieu de deux semi-conducteurs cristallins (les porteurs de charges ne sont plus des électrons mais des ions positifs et négatifs). Le dispositif est incolore, transparent, souple et étirable. L'objectif est de réaliser à terme toute une ionoélectronique remplaçant l'électronique dans des situations où les composants électroniques, rigides et cassants, ne conviennent pas,,.